# Gambusia sexradiata
Gambusia sexradiata är en fiskart som beskrevs av Hubbs, 1936. Gambusia sexradiata ingår i släktet Gambusia och familjen Poeciliidae. Inga underarter finns listade i Catalogue of Life.